# Aleksandar Manojlovic
Aleksandar Danilo Manojlović (serbiska: Александар Данило Манојловић) mer känd under artistnamnet Aleks, född 18 augusti 1982 i Stockholm, är en svensk soulsångare och rappare med montenegrinskt och finskt ursprung.

## Uppväxt
Aleks är uppväxt i Fruängen söder om Stockholm tillsammans med sin familj. När han var tio år hittades hans far Danilo död i en källarlokal under restaurangen Aquavit (Mille Marković drev en svartklubb i lokalen) efter att ha blivit skjuten i huvudet, och Aleks sjunger om händelsen i sin låt "Fruängen": 
| ”                              | ”Hur kunde det vara så, han som var gjord av stål? På förstasidan i tidningen dan därpå, tidningar kunde man inte lita på, det fattade jag då” | „ |
| – citat ifrån låten "Fruängen" | |   |

Cirka 10 år senare då Aleks var i 20-årsåldern dog även hans mamma, Pia Maria, och han hyllar även henne i samma låt som fadern Sin uppväxt skildrar han ofta i sina låtar och han förmedlar en bild av att växa upp i en Stockholmsförort utan sina föräldrar och försöker ofta förmedla en positiv och kärleksfull syn på livet. 

## Karriär
Sedan 2001 är Aleks en del av hiphopkollektivet Highwon. Han har även sjungit på flera låtar med Ison & Fille. 2011 släpptes hans debutalbum Inte längre fiender på skivbolaget Hemmalaget/Cosmos. Albumet ledde till att han utsågs till Årets nykomling vid Grammisgalan 2012.
2019 medverkade han i protestsången mot vapenvåldet, Lägg ner ditt vapen.